# Haplocyclodesmus angustipes
Haplocyclodesmus angustipes är en mångfotingart som först beskrevs av Loomis 1936.  Haplocyclodesmus angustipes ingår i släktet Haplocyclodesmus och familjen Sphaeriodesmidae. Inga underarter finns listade i Catalogue of Life.